# Hypsophila dielsiana
Hypsophila dielsiana är en benvedsväxtart som beskrevs av Ludwig Eduard Theodor Loesener. Hypsophila dielsiana ingår i släktet Hypsophila och familjen Celastraceae. Inga underarter finns listade.